# Kongosparvuggla
Kongosparvuggla (Glaucidium sjostedti) är en fågel i familjen ugglor inom ordningen ugglefåglar.

## Utbredning och systematik
Fågeln förekommer i låglänta områden från sydvästra Kamerun till Gabon, norra Republiken Kongo och nordvästra Demokratiska republiken Kongo. Den behandlas som monotypisk, det vill säga att den inte delas in i några underarter.

## Status och hot
Arten har ett stort utbredningsområde, men tros minska i antal, dock inte tillräckligt kraftigt för att den ska betraktas som hotad. Internationella naturvårdsunionen IUCN listar arten som livskraftig (LC).

## Namn
Fågelns vetenskapliga artnamn hedrar svenske zoologiprofessorn Yngve Sjöstedt. Tidigare kallades den sjöstedtsparvuggla även på svenska, men tilldelades 2024 ett mer informativt namn av BirdLife Sveriges taxonomikommitté.

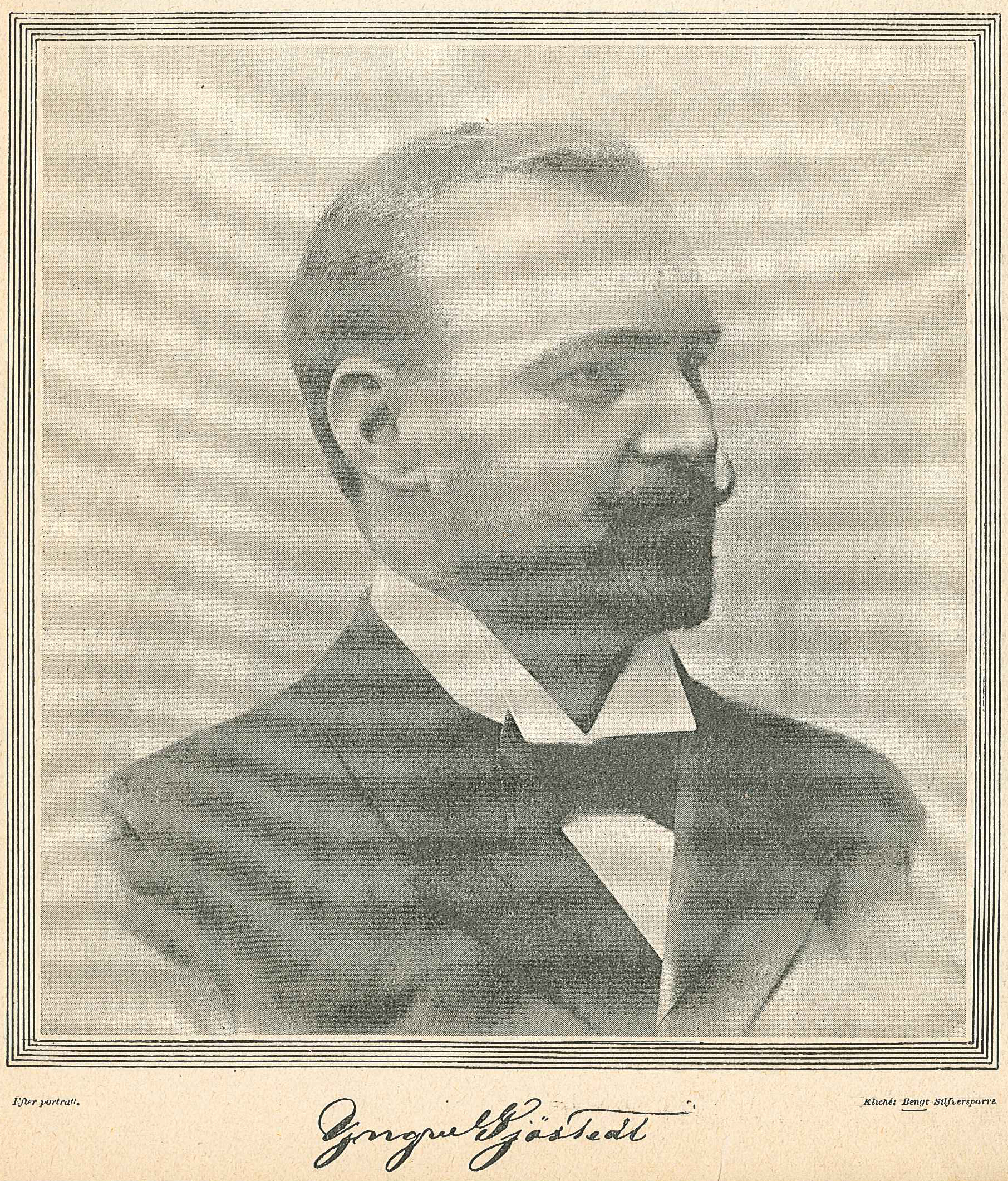
Artens vetenskapliga namn hedrar den svenske zoologiprofessorn Yngve Sjöstedt.